# Gerold II van Armagnac
Gerold II van Armagnac (overleden in 1095) was van 1063 tot aan zijn dood graaf van Armagnac. Hij behoorde tot het huis Armagnac.

## Levensloop
Gerold II was de zoon van graaf Bernard II van Armagnac en diens echtgenote Ermengarde. 
Nadat zijn vader zich in 1063 moest onderwerpen aan hertog Willem VIII van Aquitanië, besloot hij te abdiceren. Vervolgens nam Gerold II de regering van het graafschap Armagnac over. 
Het lijkt erop dat Gerold II van 1072 tot 1080 de leiding van het graafschap deelde met zijn broer Arnold Bernard. In 1073 streden de twee broers tegen burggraaf Centullus van Lescar. 
Gerolds eerste echtgenote was Azivella, dochter van burggraaf Odo II van Lomagne en weduwe van heer Gerold I van Aubeissan. Uit het huwelijk zijn drie zonen bekend: Bernard III (overleden in 1110), die zijn vader opvolgde als graaf van Armagnac, Gerold en Odo. Nadat hij weduwnaar geworden was, hertrouwde hij met Sancha, weduwe van burggraaf Fedac van Corneillan en dochter van Arsieu Loup, heer van Bergons, Leppé, Daunian, Lapujolle en Balembits.
In 1095 stierf graaf Gerold II van Armagnac.